# Pagina uit het Antifonarium van Beaupré
De Pagina uit het Antifonarium van Beaupré is een bladzijde uit een grotendeels vernietigd antifonarium, vervaardigd voor de abdij van Beaupré te Grimminge bij Geraardsbergen. De pagina werd in de jaren 1980 ontdekt bij een antiquair op het eiland Wight in Engeland.

## Beschrijving
Dit antifonarium, uitgevoerd in papier omstreeks 1290, werd in twee exemplaren gemaakt, van telkens drie delen. Een exemplaar was bestemd voor de abdis, het andere voor de priores voor de gezangen tijdens de kerkdiensten. De hier beschreven pagina bevat acht lijnen muzieknotatie en teksten in gotisch schrift en is verlucht met blauwe en rode initialen.

## Achtergrond
Als gevolg van de Franse Revolutie en de sluiting van abdijen werd het antifonarium van Beaupré gedeeltelijk vernietigd. Stukken werden uiteen gehaald en geraakten verspreid. Pagina’s van dit gezangenboek worden bewaard in het Victoria and Albert Museum in Londen en in het Ashmolean Museum in Oxford.
De Alamire Foundation in Leuven, die het muzikaal erfgoed van de voormalige Nederlanden tot doel heeft, startte een project op om de bewaard gebleven fragmenten van het Antiforium van Beaupré digitaal te reconstrueren zodat ze kunnen tentoongesteld worden.

## Geschiedenis
In 2015 werd de pagina uit het Antifonarium van Beaupré aangekocht door het Fonds Pastoor Manoël de la Serna, onder beheer van het Erfgoedfonds van de Koning Boudewijnstichting. Het document wordt tentoongesteld in de Koninklijke Bibliotheek van België te Brussel.